# نورمانتون جنوبی
نورمانتون جنوبی (به انگلیسی: South Normanton) یک روستا و محله مدنی در بریتانیا است که در بولسوور واقع شده‌است. نورمانتون جنوبی ۹٬۴۴۵ نفر جمعیت دارد.